# بداندیش (فیلم ۱۹۷۳)

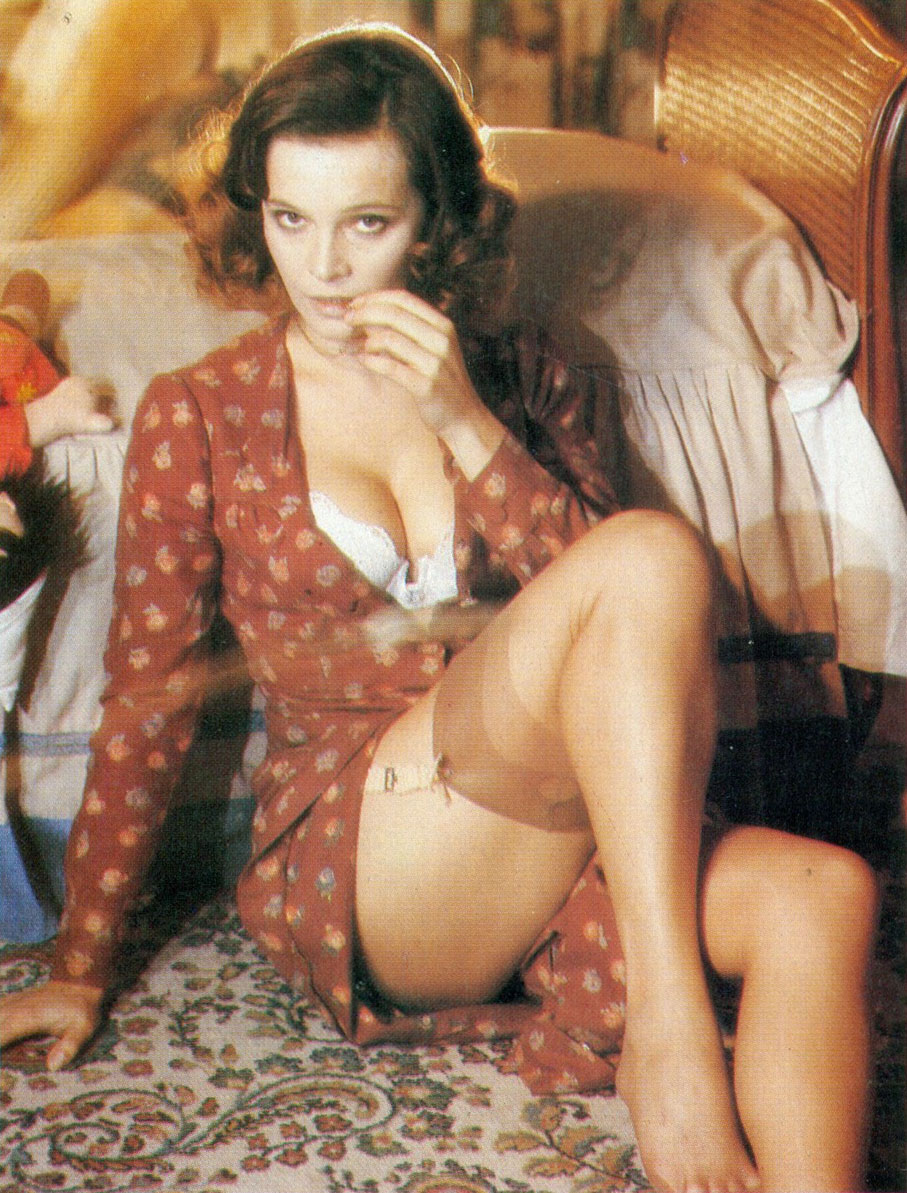
لائورا آنتونلی در تصویری نمادین از فیلم.

بداندیش (ایتالیایی: Malizia) یک فیلم درام اِروتیک و کمدی به کارگردانی سالواتوره سامپری است که در سال ۱۹۷۳ منتشر شد.

## داستان
پس از فوت همسرش، مردی با سه پسر در سنین ۱۸، ۱۴ و ۶ سال، یک خدمتکار جوان و زیبا به نام آنجلا را به خانه می‌آورد و به زودی با او نامزد می‌کند. هر یک از پسران او شیوه‌ای متفاوت برای جذب توجه آنجلا و دیدن بیشتر از او به کار می‌برند، اما تنها پسر میانی، نوجوانی به نام نینو، توانسته بر او تسلط یابد. نینو با استفاده از تهدید و فشار، آنجلا را وادار می‌کند که خواسته‌های جنسی رو به افزایش او را بپذیرد و حتی او را مجبور می‌کند تا در خانه بدون لباس از او فرار کند.

## بازیگران
- لائورا آنتونلی
- تینا امون
- توری فرو
- آلساندرو مومو
- لی‌لا برینیونه
- پینو کاروسو
- آنجلا لوچه